# قصر الصغیر
 قصر الصغیر یکی از شهرهای کشور مراکش است.

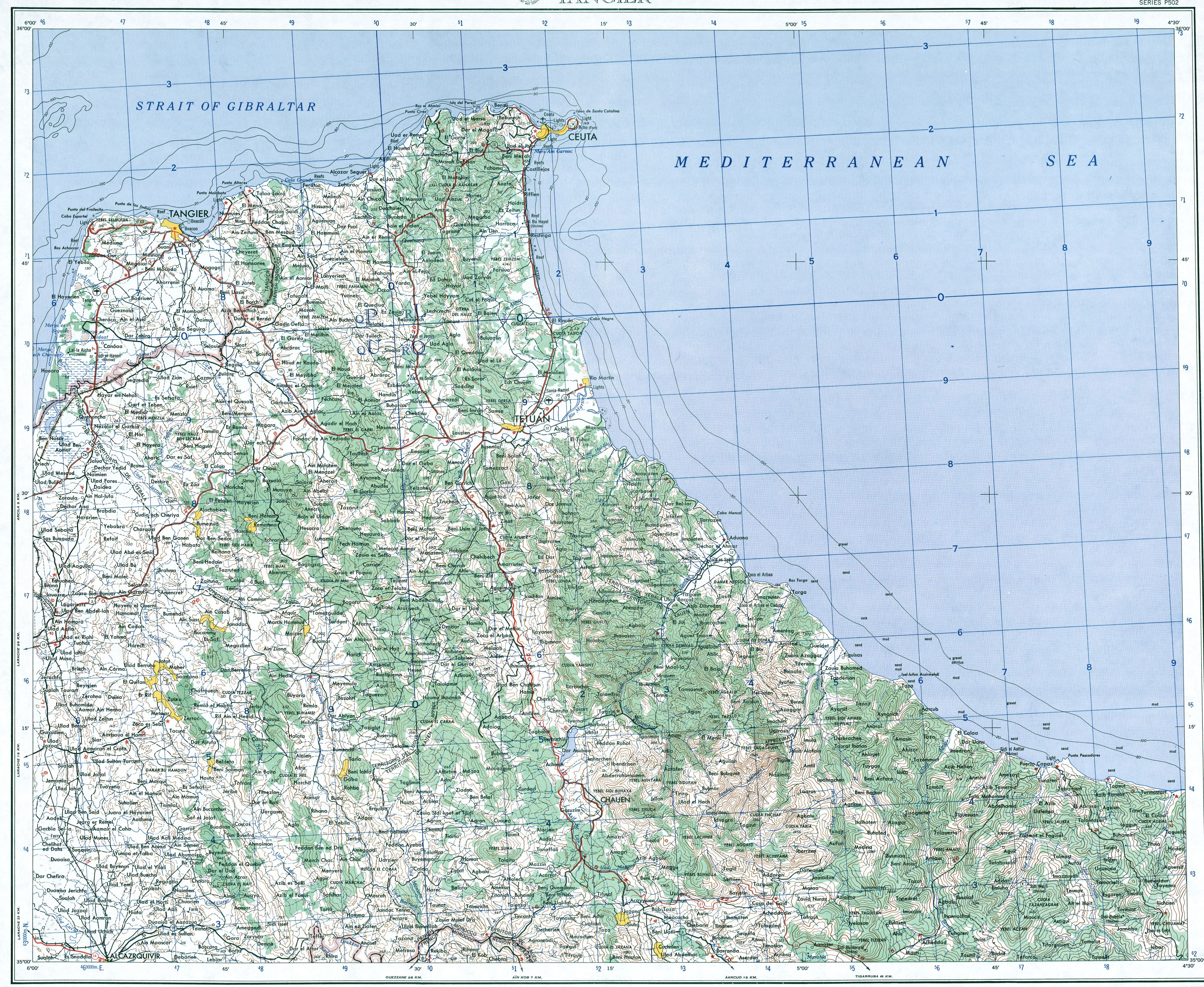